# Toivo Jaatinen
Toivo Jaatinen (Sortavala, 1 de agosto de 1926 – Nurmijärvi, 14 de noviembre de 2017) fue un escultor finlandés, ganador del prestigioso Premio Sanford Saltus de Medalla en 2002.
Jaatinen estudió artes visuales en la Escuela Central de Arte y Diseño de Helsinki y en la Academia de Bellas Artes. Su primera creación fue en 1962 fue en el Junta de Ferrocarriles. Jaatinen se instaló en Nurmijärvi en 1964. Desde entonces, diseñó varias medallas y ganó cuatro veces en el concurso anual de medallas de Finnish Medal Art Guild (1965, 1967, 1973 y 1994). El Gremio también eligió una medalla hecha por Jaatinen como la mejor medalla finlandesa de todos los tiempos.
Jaatinen también fue profesor de arte en la Universidad Politécnica de Helsinki y en la Academia de Bellas Artes de Finlandia.